# سانتادی
سانتادی (به ایتالیایی: Santadi) یک کومونه در ایتالیا است که در استان کاربونیا-ایگلسیاس واقع شده‌است.

## خصوصیات
سانتادی ۱۱۵٫۶ کیلومترمربع مساحت و ۳٬۷۵۳ نفر جمعیت دارد.